# 에이미 야스벡
에이미 야스벡(Amy Yasbeck, 1962년 9월 12일 ~ )은 미국의 배우이다.

## 출연 작품
- 1996년: 데드마스크 (Bloodhounds 2) - 샤론 역
- 1994년: 마스크 (The Mask) - 페기 브랜트 역
- 1993년: 못말리는 로빈 훗 (Robin Hood: Men In Tights)
- 1992년: 반칙 게임 (The Nutt House / The Nutty Nut) - 다이앤 역
- 1991년: 쥬니어는 문제아 2 (Problem Child 2)
- 1990년: 귀여운 여인 (Pretty Woman) - 엘리자베스 역
- 1990년: 주니어는 못말려
- 1987년: 하우스 2 (House II : The Second Story) - 자나 역